# William James (Footballspieler, 1991)
William James (* 15. November 1991) ist ein britisch-schwedischer American-Football-Spieler auf der Position des Safeties und Linebackers. Er spielte College-Football an der University of North Dakota. Seit Woche 8 der Saison 2023 steht er bei den Panthers Wrocław aus der European League of Football (ELF) unter Vertrag.

## Werdegang

### James in der Jugend und am College

#### Sechs Jahre in der Jugend der Arlanda Jets
James spielte in der Jugend in seiner Heimatstadt Sollentuna zunächst Floorball und Fußball, ehe er durch einen Freund auf American Football aufmerksam wurde. Dort überzeugte ihn auf Anhieb die körperbetonte Spielweise und die Intensität des Spiels. So begann er im Alter von 14 Jahren bei den Arlanda Jets mit dem American Football. Bei den Jets wurde er in der Jugend dreimal als wertvollster Spieler des Teams ausgezeichnet. 2009 wurde James zudem in die schwedische Junioren-Nationalmannschaft berufen, wo er fortan als Safety eingesetzt wurde. Bei der IFAF Junioren-Weltmeisterschaft 2009 in Camden, Ohio belegte er den sechsten Rang.

#### Vier College-Jahre an der University of North Dakota
Im Frühling 2012 gelang es James, als Walk-on von der University of North Dakota aufgenommen zu werden. Dort spielte er für die Fighting Hawks in der Big Sky Conference der NCAA Division I FCS. Nachdem er 2012 als Redshirt nicht am Spielbetrieb teilgenommen hatte, war er in seinem Sophomore-Jahr ein Back-up Safety, kam aber in den Special Teams regelmäßig zum Einsatz. Für sein Junior und Senior-Jahr bekam er von den Fighting Hawks ein Stipendium. 2014 war er bei allen zwölf Spielen dabei und startete deren vier. Er verzeichnete 44 Tackles und einen Pass-Break-up. Sein erfolgreichstes College-Jahr hatte er 2015, als die Fighting Hawks erstmals seit seiner Anwesenheit mit 7:4 eine positive Siegesbilanz vorzuweisen hatten. James trug zu diesem Ergebnis als Stammspieler bei. In elf Spielen erzielte er 50 Tackles, einen Sack sowie drei Pass-Break-ups und forcierte zudem zwei Fumbles.

### Professionelle Karriere im Football und Rugby
Seine College-Karriere stellte sich als großer Schub für seine anschließende professionelle Football-Karriere in Europa heraus: „Das war enorm. Das hat mich vom europäischen Niveau abgehoben. Ich wusste, wenn ich weiter spielen wollte, wollte ich dominieren, also habe ich es sehr ernst genommen und so viel wie möglich gelernt“, so der Schwede rückblickend im Interview mit The Suburban.
Drei Jahre bei den Dresden Monarchs in der GFL
Zur GFL-Saison 2016 wurde James von den Dresden Monarchs verpflichtet. Bei Dresden etablierte sich James schnell als Stammspieler und Leistungsträger seines Teams, das nach einer 10:2:2-Saison erst im Halbfinale der Play-offs gegen die Schwäbisch Hall Unicorns ausschied. Mit 109 Tackles in 13 Spielen war der Defensive Back zweitbester Tackler der Monarchs. Darüber hinaus verzeichnete James einen Sack, drei Pass-Break-ups und drei forcierte Fumbles. Zudem wurde er vereinzelt auch als Punt und Kick Returner eingesetzt. Auch in der Saison 2017 lief er für das sächsische Team auf. Mit einem Punt Return Touchdown erzielte James erstmals selbst sechs Punkte in der GFL. Der Schwede absolvierte des Weiteren als Defensivspieler eine herausragende Saison. So führte er mit 118 Tackles sein Team in dieser Statistik an, wohingegen seine fünf Fumble Recoveries sogar den Ligabestwert darstellten. Mit sechs Pass-Break-ups und einer Interception verteidigte er zudem einige Pässe erfolgreich ab. Nach Abschluss der Saison wurde James daher als Team MVP ausgezeichnet. Zur GFL-Saison 2018 kehrte James nach Dresden zurück und war dort Teil einer starken Defensive, die unter anderem mit A. J. Wentland verstärkt worden war. Mit den Monarchs stand James erneut im Halbfinale der GFL-Playoffs, musste aber eine weitere Niederlage gegen die Unicorns hinnehmen. Dennoch stellte die Saison mit unter anderem 86 Tackles, sechs Interceptions und einem Fumble Return Touchdown sowie der Berufung in das GFL North All-Star Team einen Erfolg dar.
Ein Jahr als Rugbyspieler und Rückkehr zum American Football
2019 ging James nach Australien, wo er sich zunächst bei den Manly Marlins und später bei den Sidney Lions im Rugby Union versuchte. Parallel dazu arbeitete er als Trainer von Rennpferden. Gegen Ende des Jahres erhielt James eine Einladung zum CFL Global Combine in Schweden, in deren Folge die besten Athleten zum CFL Combine nach Toronto ausgewählt werden sollten. Eigentlich wollte sich James gegen eine Teilnahme entscheiden, weil er seine Football-Karriere als beendet angesehen hatte, doch wurde er vom befreundeten Footballspieler Micky Kyei überzeugt. Zwar wurde James nach Toronto eingeladen, doch fand der Combine aufgrund der Covid-19-Pandemie nicht statt.
Zur Saison 2020 der finnischen Vaahteraliiga schloss sich James den Helsinki Wolverines an. Bei den Wolverines wurde er vorrangig als Linebacker eingesetzt. Die Wolverines erreichten das Finale um die finnische Meisterschaft, den Maple Bowl, der jedoch gegen die Kuopio Steelers verloren ging. Mit 7,2 Tackles pro Spiel war James in der regulären Saison der zweitbeste Tackle-Durchschnitt gelungen. Daraufhin wurde er in das Vaahteraliiga All-Star Team berufen. Anschließend wurde er von den Uppsala 86ers aus der schwedischen Superserien für deren Play-offs verpflichtet. Aufgrund des Ausscheidens im Halbfinale kam James in nur einem Spiel für die 86ers zum Einsatz. Zum Jahresende wurde er vom internationalen Sportmagazin American Football International in das All-Pandemic Team 2020 berufen.
Im Frühjahr 2021 nahm James am virtuellen CFL Global Combine teil. Beim CFL Global Draft im April wurde er an 31. Stelle von den Montreal Alouettes ausgewählt. Nach der Teilnahme an Trainingscamps im Vorfeld der CFL-Saison 2021 wurde James Ende Juli von den Alouettes entlassen.
James in der European League of Football
Anfang August wurde James während der Saison 2021 der European League of Football (ELF) von den Panthers Wrocław unter Headcoach Jakub Samel verpflichtet. Mit den Panthers erreichte er das Halbfinale der ELF-Play-offs, wo das polnische Franchise den Hamburg Sea Devils knapp unterlag. Wenige Wochen nach Abschluss der ELF-Saison wurde James nach einer Niederlage gegen Italien mit der schwedischen Nationalmannschaft Vize-Europameister.
Im März 2022 wurde er für ein Spiel von den Dolphins Ancona aus der italienischen Footballliga unter Vertrag genommen. Dabei erzielte er vier Solo und vier Assisted Tackles im 20:14-Sieg gegen die Warriors Bologna. Am 30. März 2022 wurde James von den Leipzig Kings als Neuzugang für die ELF-Saison 2022 vorgestellt.
Nach der Einstellung des Spielbetriebs der Leipzig Kings in der laufenden ELF Saison 2023 kehrte James zu den Panthers Wrocław zurück.

## Statistiken
| Jahr                                                           | Team             | Spiele | Tackles | Tackles | Tackles | Tackles | Tackles | Pass Defense | Pass Defense | Pass Defense | Pass Defense | Pass Defense | Fumbles | Fumbles | Fumbles | Blk |
| Jahr                                                           | Team             | Spiele | Total   | Solo    | Ast     | TFL     | Sack    | INT          | YDS          | TD           | BU           | PD           | FF      | FR      | TD      | Blk |
| -------------------------------------------------------------- | ---------------- | ------ | ------- | ------- | ------- | ------- | ------- | ------------ | ------------ | ------------ | ------------ | ------------ | ------- | ------- | ------- | --- |
| European League of Football                                    |                  |        |         |         |         |         |         |              |              |              |              |              |         |         |         |     |
| 2021                                                           | Panthers Wrocław | 03     | 022     | 10      | 12      | 1,0     | 0,0     | 0            | 0            | 0            | 02           | 02           | 0       | 0       | 0       | 0   |
| 2022                                                           | Leipzig Kings    | 12     | 097     | 57      | 40      | 3,0     | 0,0     | 5            | 20           | 0            | 08           | 13           | 1       | 1       | 0       | 1   |
| 2023                                                           | Leipzig Kings    | 05     | 031     | 15      | 16      | 0,5     | 0,0     | 0            | 0            | 0            | 0            | 0            | 0       | 0       | 0       | 0   |
| 2023                                                           | Panthers Wrocław | 9      | 60      | 32      | 28      | 0,5     | 0,0     | 2            | 61           | 1            | 3            |              | 1       | 1       | 0       | 0   |
| ELF Gesamt                                                     | ELF Gesamt       | 20     | 150     | 82      | 68      | 4,5     | 0,0     | 5            | 20           | 0            | 10           | 15           | 1       | 1       | 0       | 1   |
| Quellen: stats.europeanleague.football, sportsmetrics.football |                  |        |         |         |         |         |         |              |              |              |              |              |         |         |         |     |

| Jahr                                                           | Team             | Spiele | Tackles | Tackles | Tackles | Tackles | Tackles | Pass Defense | Pass Defense | Pass Defense | Pass Defense | Pass Defense | Fumbles | Fumbles | Fumbles | Blk |
| Jahr                                                           | Team             | Spiele | Total   | Solo    | Ast     | TFL     | Sack    | INT          | YDS          | TD           | BU           | PD           | FF      | FR      | TD      | Blk |
| -------------------------------------------------------------- | ---------------- | ------ | ------- | ------- | ------- | ------- | ------- | ------------ | ------------ | ------------ | ------------ | ------------ | ------- | ------- | ------- | --- |
| European League of Football                                    |                  |        |         |         |         |         |         |              |              |              |              |              |         |         |         |     |
| 2021                                                           | Panthers Wrocław | 1      | 13      | 2       | 11      | 0       | 0       | 0            | 0            | 0            | 0            | 0            | 0       | 0       | 0       | 0   |
| 2023                                                           | Panthers Wrocław | 1      | 14      | 7       | 7       | 0       | 0       | 0            | 0            | 0            | 0            |              | 0       | 0       | 0       | 0   |
| ELF Gesamt                                                     | ELF Gesamt       | 2      | 27      | 9       | 18      | 0       | 0       | 0            | 0            | 0            | 0            | 0            | 0       | 0       | 0       | 0   |
| Quellen: stats.europeanleague.football, sportsmetrics.football |                  |        |         |         |         |         |         |              |              |              |              |              |         |         |         |     |

## Privates
James Vater ist Brite, seine Mutter ist Schwedin. James besuchte das Sigrid Rudebecks Gymnasium. An der University of North Dakota schloss er den Bachelor-Studiengang Kinesiologie ab.